# Благовест Долапчиев
Благовест Иванов Долапчиев е български учен, математик, хумболтов стипендиант, член-кореспондент на Българската академия на науките.

## Биография
Благовест Долапчиев завършва математика в Софийския университет през 1929 г. През 1935 – 1937 година e Хумболтов стипендиант в Института „Макс Планк“ в Гьотинген. Специализира и в Техническия университет в Будапеща през 1942/1943 г.
Защитава докторска степен по физико-математически науки през 1937 г. Преподава като асистент по аналитична механика в Софийския университет от 1929 до 1943 година. Доцент е от 1943 до 1947 г., извънреден професор от 1947 до 1951 година, пълен професор и ръководител на катедра „Теоретична механика“ (от 1971 г. сектор „Аналитична механика“) от 1951 година до края на живота си.
Последователно е директор на математическия институт при Физико-математическия факултет (1945 – 1946), заместник-декан на Физико-математическия факултет (1948 – 1951) и заместник-ректор (1963 – 1965) на Софийския университет. Работи като ръководител на секцията по механика в Математическия институт при БАН (1960). От 1967 година е член-кореспондент на БАН.
През 1969 година изнася лекции в университетите в Хамбург и Хановер по покана на фондация „Александър фон Хумболт“.
Областите на научен интерес на Долапчиев са хидромеханиката и аналитичната механика. Чел е лекции по аналитична механика, висша математика, дескриптивна геометрия, хидродинамика, теория на потенциала. Научните му приноси са в областта на индукцията, движенията и устойчивостта на Кармановите вихрови улици и вихровото съпротивление на обтичани тела; извод на обобщени уравнения на Лагранж с оригинална структура за холономни и нехолономни системи.
Лауреат е на Димитровска награда за наука – II степен за 1952 година. Получава званието „заслужил деятел на науката“ през 1972 година.